# Dach-Hauswurz
Die Dach-Hauswurz (Sempervivum tectorum), auch Echte Hauswurz, Gewöhnliche Hauswurz, Donnerwurz, Alpen-Hauswurz genannt, ist eine Pflanzenart, die zur Gattung der Hauswurzen (Sempervivum) innerhalb der Familie der Dickblattgewächse (Crassulaceae) gehört. Das Artepitheton tectorum stammt aus dem Lateinischen und leitet sich von der Mehrzahl von ‚Dach‘ ab.

## Beschreibung

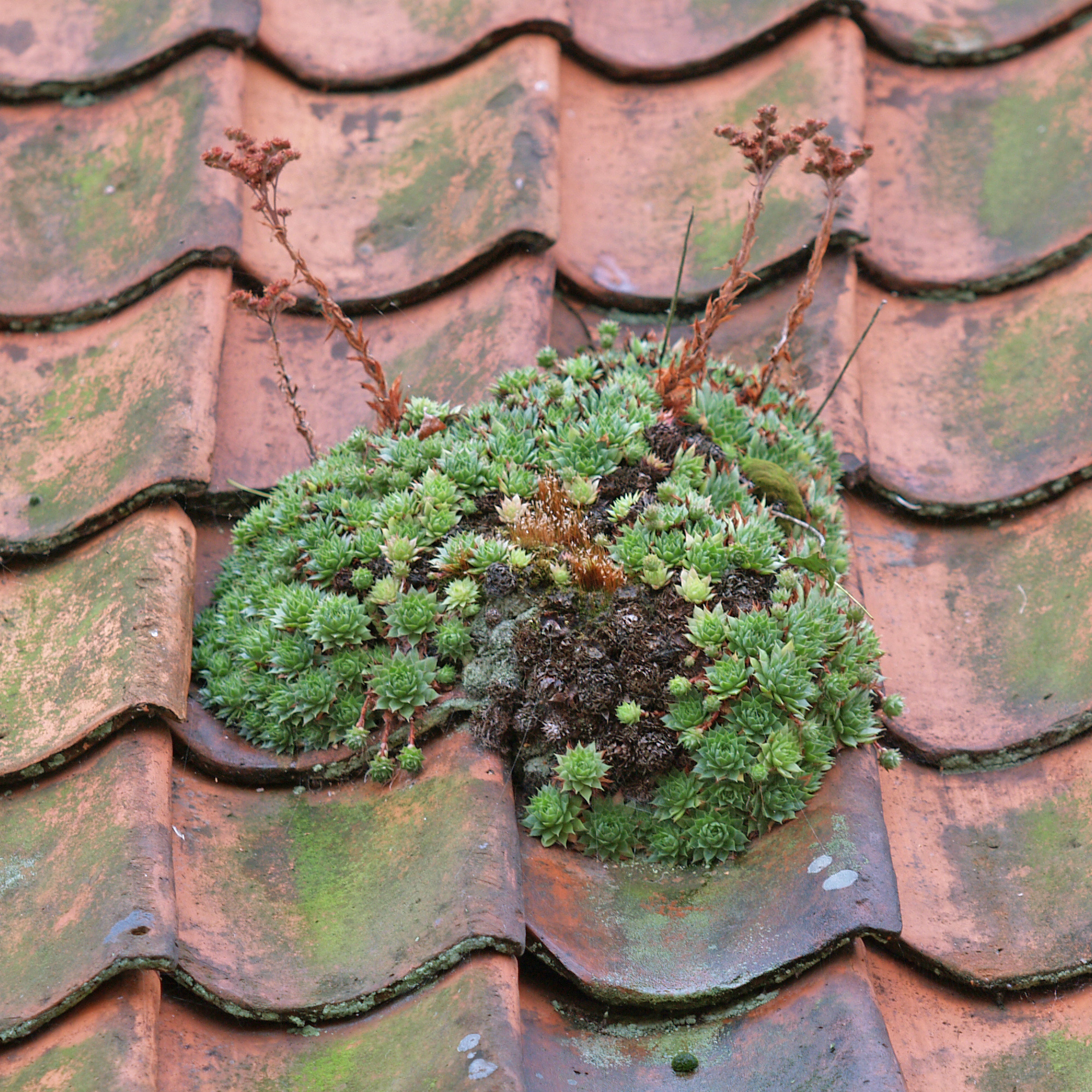
Dach-Hauswurz auf einem Dach mit Ziegeln, fruchtend

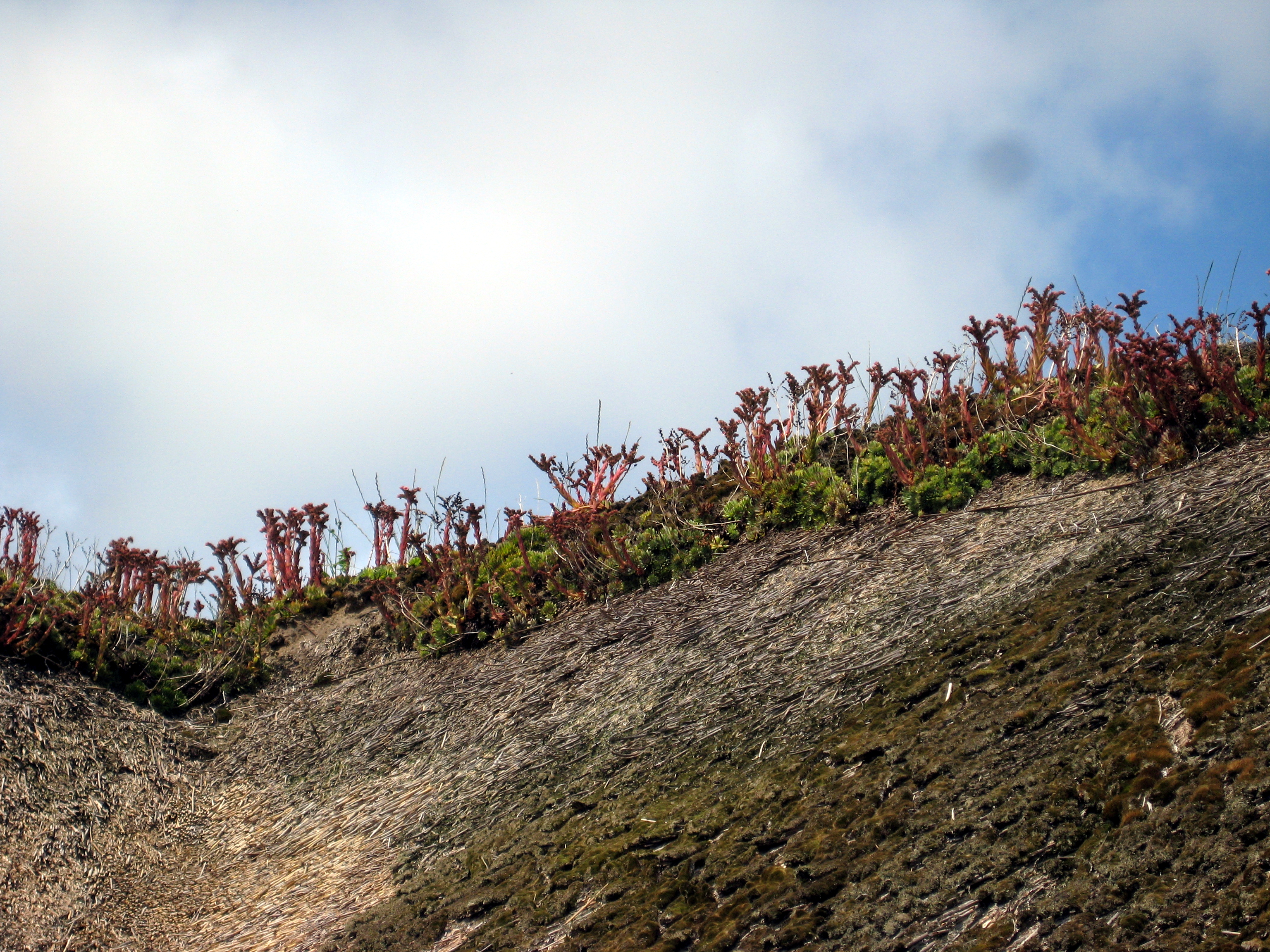
Dach-Hauswurz auf einem Reet-Dach in Schleswig-Holstein

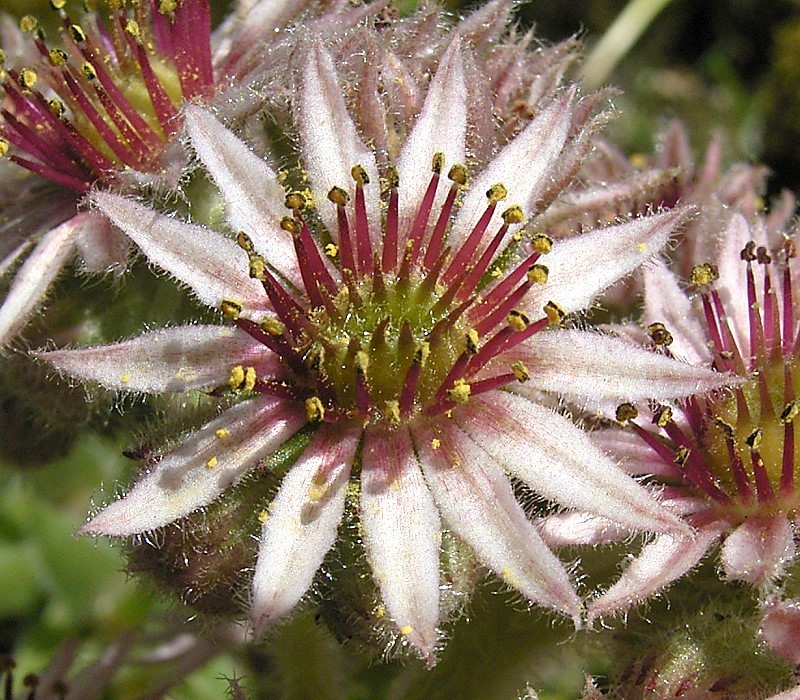
Sempervivum tectorum var. arvernense

Sempervivum tectorum wächst mit offenen Rosetten von 5 bis 7 (selten 2 bis 20) Zentimeter Durchmesser, die 4 bis 10 Zentimeter lange kräftige Ausläufer ausbilden. Die länglich lanzettlichen bis verkehrt eiförmigen Laubblätter sind meist dunkelgrün bis glauk und beidseitig konvex. Die Färbung ist allerdings sehr variabel und zeigt auch Gelb-, Braun- und Rottöne. Die Blattspreite ist 20 bis 60 Millimeter lang und 10 bis 15 Millimeter breit und besitzt eine aufgesetzte Spitze. Die Wimpern sind auffällig weiß, haben jedoch keine Drüsenköpfchen. Bei der Varietät Sempervivum tectorum var. tectorum sind die Blattflächen kahl oder nur mit sehr wenigen, zerstreuten Haaren besetzt. Die Varietät Sempervivum tectorum var. arvernense hat hingegen kurzdrüsig-flaumhaarige Blattflächen.

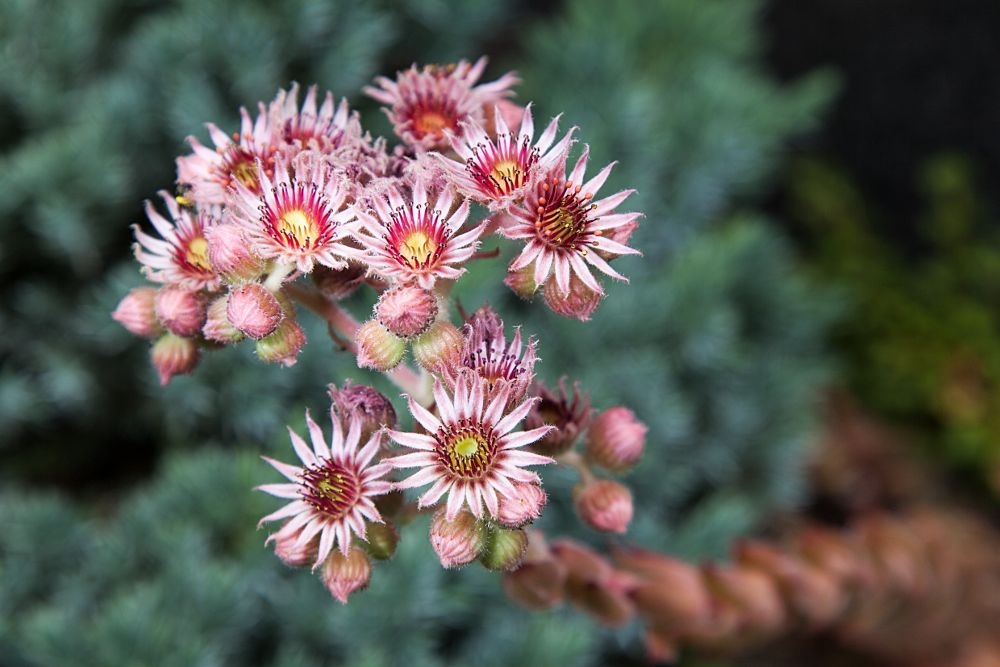
Dachwurzblüte

Die Blütentriebe erreichen eine Länge von 20 bis 60 Zentimetern, bei den in den Gebirgen autochthonen Vertretern wird er kaum über 35 cm hoch. Der große, dichte Blütenstand ist mehr oder weniger flach oder rispenähnlich. Er besteht aus 40 bis über 100 Einzelblüten. Die Blüten sind meist zehn- bis dreizehnzählig, können aber zwischen einer Zahl von sechs bis 16 Kronblättern variieren. Ihre spitzen Kelchblätter sind etwa 8 Millimeter lang und auf etwa 4 Millimetern miteinander verwachsen. Die weißlichen, trüb rosafarbenen oder purpurfarbenen, spitzen Kronblätter sind linealisch bis lanzettlich und 9 bis 12 Millimeter lang sowie etwa 2 Millimeter breit. An ihrer Basis sind sie bewimpert und flaumhaarig. Die etwa 26 Staubfäden sind leuchtend rotpurpurfarben, die Staubblätter rot. Der pfriemliche Griffel ist etwas purpurfarben. Die grünen Nektarschüppchen sind halbkreisförmig. Der Fruchtknoten ist grün und drüsenflaumig.
Die Chromosomenzahl ist {\displaystyle 2n=72}, selten {\displaystyle 36} oder {\displaystyle 40}.

## Systematik, Standort und Verbreitung
Das Verbreitungsgebiet von Sempervivum tectorum umfasst die Berge West-, Mittel- und Südeuropas und erstreckt sich von den Zentralpyrenäen über das Zentralmassiv bis in die südöstlichen Alpen sowie die südlichen Apenninen. Die Art wird häufig kultiviert. Sie ist daher von Skandinavien bis Irland, im restlichen Europa und im Kaukasus sowie im Iran verwildert. Sie gedeiht in Gesellschaften der Klasse Sedo-Scleranthetea oder Asplenietea, kommt aber im Siedlungsbereich auch auf Kiesdächern vor in der Gesellschaft des Saxifrago tridactylitae-Poetum compressae aus dem Verband Alysso-Sedion. In den Allgäuer Alpen steigt sie von 1300 Metern zwischen der Gerstrubener Alpe und der Dietersbach-Alpe bis zu 2100 Metern Meereshöhe im Tiroler Teil an den Südwesthängen zwischen Jöchelspitze und Rothornspitze auf. Sie steigt in den Alpen bis 2800 Meter Meereshöhe auf.
Die ökologischen Zeigerwerte nach Landolt & al. 2010 sind in der Schweiz: Feuchtezahl F = 2 (mäßig trocken), Lichtzahl L = 5 (sehr hell), Reaktionszahl R = 3 (schwach sauer bis neutral), Temperaturzahl T = 4 (kollin), Nährstoffzahl N = 2 (nährstoffarm), Kontinentalitätszahl K = 4 (subkontinental).
Die Erstbeschreibung erfolgte 1753 durch Carl von Linné in Species Plantarum. Synonyme sind Sedum tectorum (L.) Scop., Sempervivum alpinum Griseb. & Schenk, Sempervivum assimile Schott, Sempervivum tectorum subsp. schottii Wettst.
Es werden folgende Varietäten unterschieden:
- Sempervivum tectorum var. arvernense (Lecoq & Lamotte) Zonn.
Diese Varietät hat nicht nur am Rand bewimperte, sondern auch flaumig behaarte Blattflächen, diese sind aber kurz drüsenhaarig. Sie kommt im Zentralmassiv vor, oft werden auch die auf den Blattflächen ebenfalls behaarten Vertreter der Art im Apennin ebenfalls hinzugerechnet.
- Sempervivum tectorum var. tectorum
Diese Varietät hat nur am Rand bewimperte Blätter. Die Blattflächen sind glatt, nur ab und zu können einige wenige kurze Haare festgestellt werden. Sie kommt autochthon in den Zentralpyrenäen, im Katalanischen Küstengebirge, im Jura und in den Alpen bis in die südöstlichen Alpen vor. Die deutschen Vorkommen im Mosel- und Ahrtal sind autochthon.[7]

Nach Marhold gibt es darüber hinaus eine Unterart:
- Sempervivum tectorum subsp. atlanticum (Hook. f.) Ball (Syn.: Sempervivum tectorum var. atlanticum Hook. f., Sempervivum atlanticum (Hook. f.) Ball): Sie kommt in Marokko vor.[8]

## Nutzung

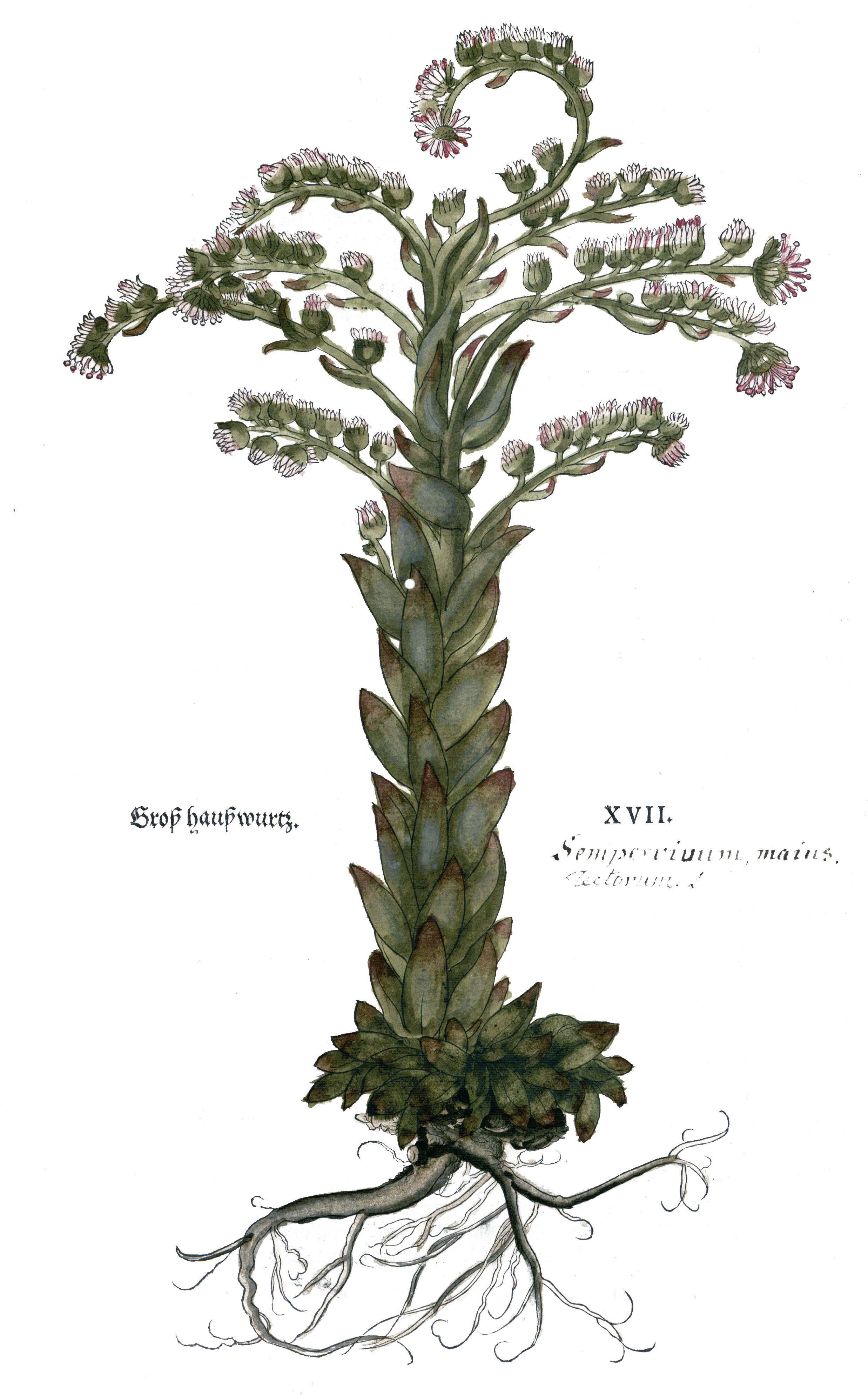
Abbildung in Leonhart Fuchs’ New Kreüterbuch von 1543

Die Dach-Hauswurz (lateinisch Sempervivum majus sowie semperviva und herba Jovis) ist ein altes Cultivar. Hierbei handelt es sich um die Varietät Sempervivum tectorum var. tectorum. Eine dieser Kulturvarietäten weist degenerierte Blüten auf, deren Kronblätter nach oben gebogen sind und deren Staubblätter oft degeneriert sind. Sie ist auch in dem New Kreüterbuch von Leonhart Fuchs von 1543 abgebildet. Dazuhin gibt es eine von den Rosetten her nicht unterscheidbare Kulturvarietät mit fertilen Blüten. Diese alten Kultivare sind sehr wüchsig, weisen einen Blühtrieb von bis zu 60 cm Höhe auf und sind mit einem sehr ausladenden und blütenreichen Blütenstand und einem Rosettendurchmesser bis 15 cm Durchmesser relativ groß. Seit alters her wurden sie als Zauber-, Heil- und Zierpflanzen verwendet, anfangs auch für Dächer, wovon ihr Name kündet. Zahlreiche weitere deutschsprachige (und andere) Volksnamen zeugen von der Bedeutung dieser Art für den Menschen.
Seit die Alpen touristisch erschlossen wurden, kamen mehr Fundortformen in Kultivation, die wegen ihrer Rosettenfärbungen ausgesucht worden sind. Sie sind Grundlage für viele heutige Sorten.

## Volksbrauch und Aberglaube

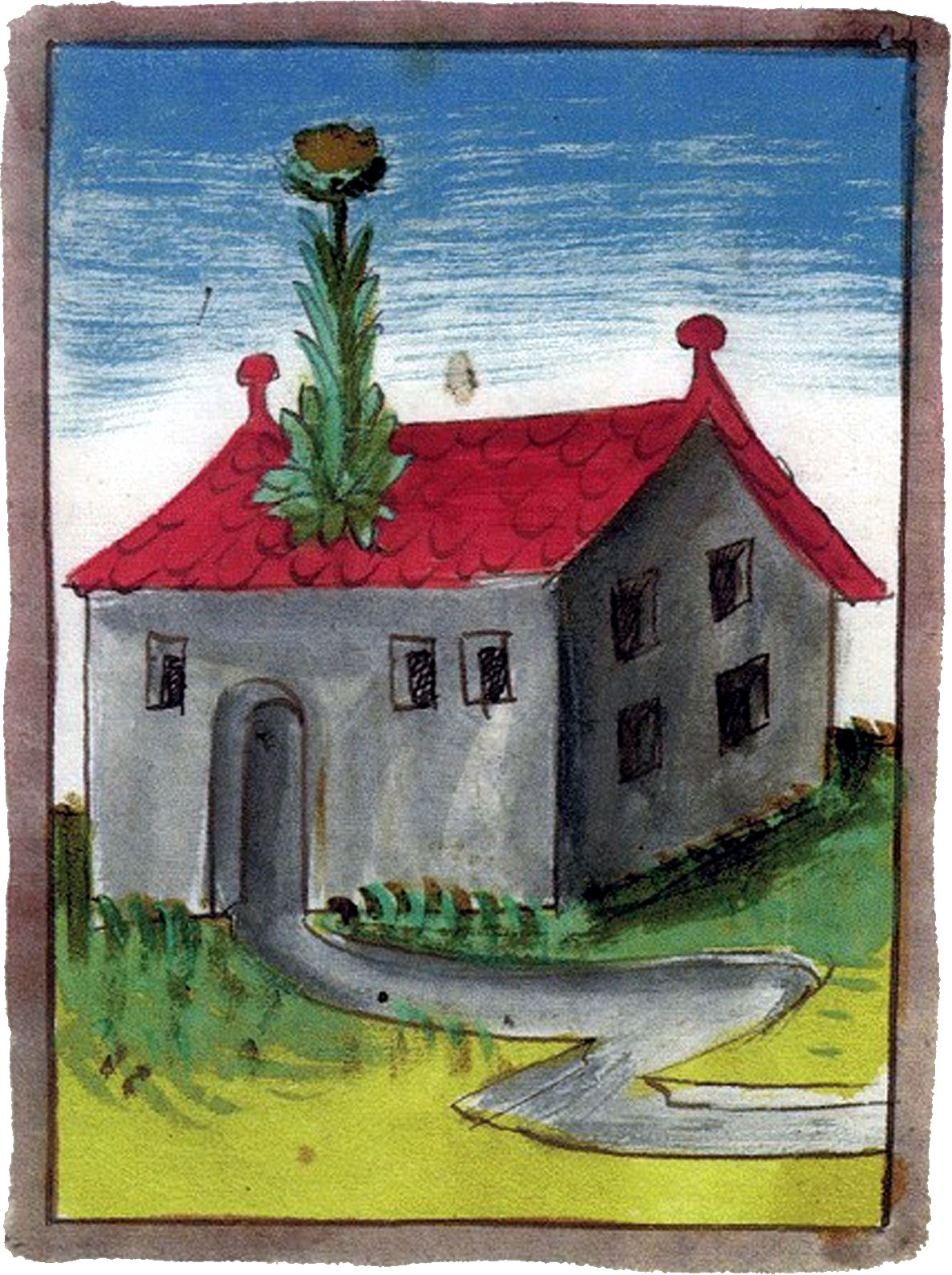
Abbildung aus einer Abschrift von Johannes Hartliebs Kräuterbuch, um 1470

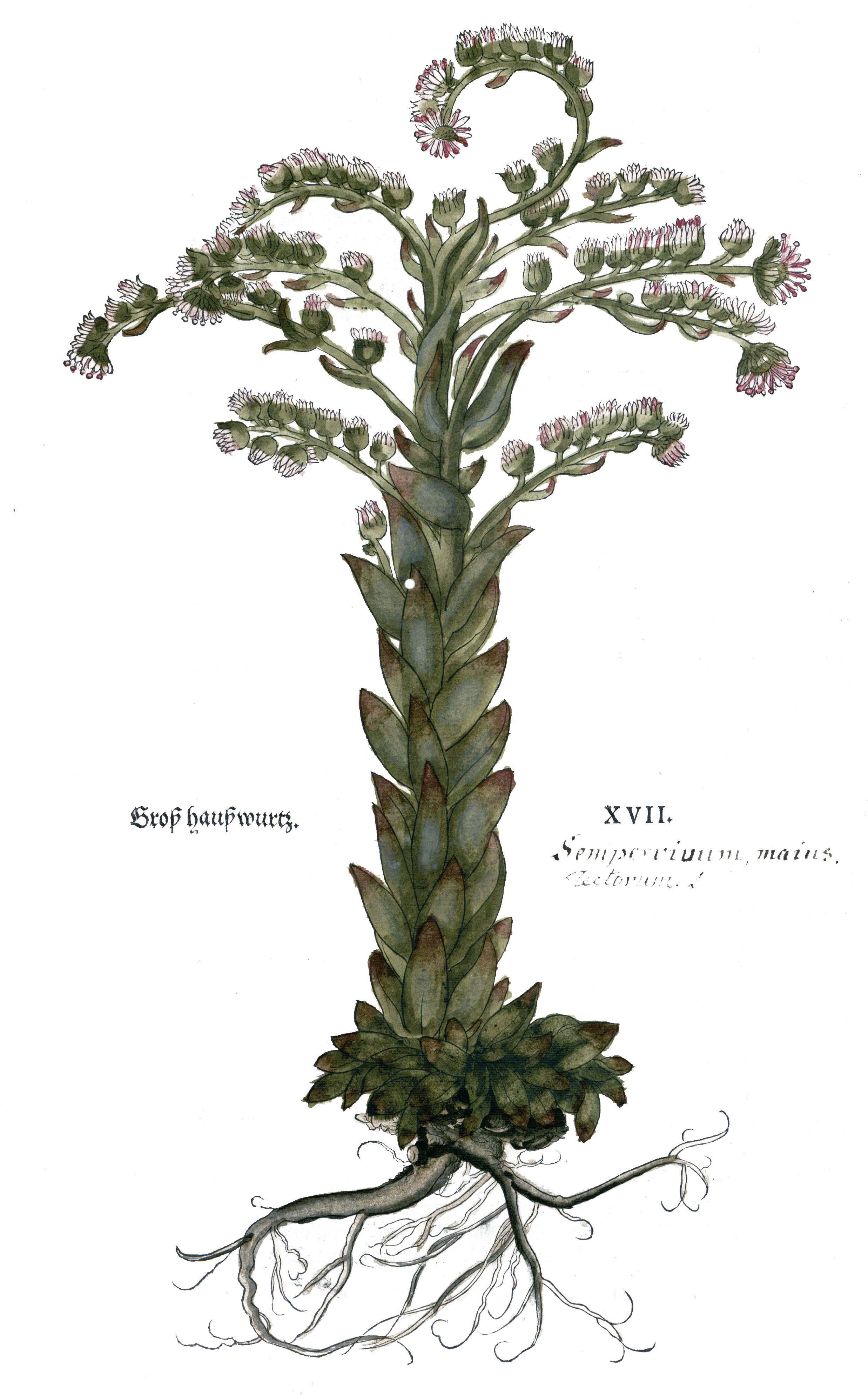
Abbildung der „Groß Haußwurtz“ (Sempervivum tectorum) in Leonhart Fuchs New Kreüterbuch von 1543

Die Dach-Hauswurz (mittelhochdeutsch hußwurz und ähnlich, auch huslouch „Hauslauch“; lateinisch Semperviva und Barba iovis „Jupiterbart“) ist eine alte Heil-, Zauber- und Zierpflanze. Zahlreiche volkstümliche Bezeichnungen in vielen europäischen Sprachen zeugen davon, wenngleich in deutscher Sprache die meisten Vernakularnamen vorkommen. Einige deutsche Trivialnamen – meist für Sempervivum tectorum, mitunter auch für Sempervivum globiferum – sind beispielsweise Dachkraut, Dachlauch, Dachwurz, Dachzwiebel, Donnerbart, Donnerkopf, Donnerkraut, Donnerwurz, Dunnerknöpf, Gewitterkrut, Gottesbart, Grindkopf, Hausampfer, Jupiterbart, Donarsbart, Mauerkraut, Hauslaub, Ohrpeinkraut, Warzenkraut, Zidriwurzn.
Karl der Große ordnete in seiner Landgüterverordnung Capitulare de villis an: Et ille hortulanus habeat super domum suam Jovis barbam (sinngemäß „Auf dem Dache des Gärtnerhauses soll Hauswurz stehen“). Der Volksglaube besagte, dass diese Pflanze ein Haus vor Blitzschlag schützen könne. Jupiter und Donar galten als Götter, die den Blitz unter ihrer Kontrolle hatten, und Hauswurz sollte Blitzeinschlag und Brand fernhalten. Eine mögliche Erklärung für diese Vermutung könnte sein, dass Dächer, die mit Hauswurz bepflanzt waren, nicht mehr so trocken waren wie neu angelegte Dächer und deshalb nicht so leicht entflammten. Nebenher hatten die Hauswurze den Zweck, lose Ziegel- oder Strohdächer zusammenzuhalten und First wie Lehmdecken vor Auswaschung zu schützen.
Bei herannahendem Gewitter wurden zusätzlich Blätter im Ofen verbrannt, welche die abergläubischen Leute am Johannistag pflückten. An manchen Orten verbrannte man bei Unwetter „Palmkätzchen“ und Hauswurzbestandteile, die man am Johannistag vom Dach genommen hatte. In der Schweiz wurde die Hauswurz noch bis ins 20. Jahrhundert hinein als Zauberpflanze verwendet. Man pflanzte sie auf ein Brettchen, das auf einen Pfahl montiert war. Einzelne Pflanzen, die man in den Kamin hängte, sollten davor schützen, dass Hexen in den Kamin fuhren. Auf Viehställe gepflanzt, sollten sie dafür sorgen, dass die Tiere vor Seuchen bewahrt bleiben. Aus der Gegend von Weißenburg/Bayern ist bekannt, dass die Kühe vor dem ersten Weideaustrieb des Jahres drei Eichenblätter (auf dass ihnen Laub nicht schade), drei Blätter der Mauerraute (auf dass ihnen Kräuter nicht schadeten) und drei Blätter der Hauswurz bekamen (auf dass sie wieder in ihren Stall zurückfänden, auf dem vermutlich Hauswurz gepflanzt war). Die Verwendung der Hauswurz als Bestandteil einer Kombination von drei Heilkräutern (etwas rûte, Schöllkraut und Hauswurz), von denen eine Zubereitung mit jeweils drei Blättern dreimal zu trinken sei, um eine Gelbsucht zu therapieren, findet sich etwa im 15. Jahrhundert unter dem Einfluss mittelalterlicher Zahlenspekulation auch in anderen Texten.
Häusern, auf denen Hauswurz wuchs, sollte dies Glück bringen. An manchen Orten wurde geglaubt, dass es Unglück bringe, wenn eine Hauswurzrosette blühe, dass zum Beispiel ein Bewohner des Hauses in diesem Jahr sterbe. In anderen Gegenden heißt es, dass lange Blütentriebe anzeigen, dass der Familie ein wichtiges Ereignis bevorstehe, weiße Blüten einen Todesfall und rote ein freudiges Ereignis ankündeten. Wenn man weiß, dass der alte Kultivar von Sempervivum tectorum weißlich-blassrosa blüht, dürfte diese Zuordnung manchmal Schwierigkeiten gemacht haben. Im Tiroler/Allgäuer Vilstal hieß es, dass das Glück fortziehe, wenn man die Hauswurz vom Dach entferne.
In Johannes Hartliebs Das Buch aller verbotenen Kunst aus dem Jahr 1465 wird ein Hexensalbenrezept überliefert, eine Flugsalbe, bei der sechs Pflanzen verwendet wurden. Dort heißt es, dass am pfintztag barban Jouis, also „am Donnerstag der Bart Jupiters“ gesammelt werden sollte.
Es hieß auch, dass der Hauswurzsaft die Haut schön mache und Sommersprossen vertreibe. Von einem auf die Haut applizierten Gemisch aus Hauswurzsaft, Gummi, rotem Arsenik und Alaun glaubten manche, man könne unter seinem Schutz glühendes Eisen anfassen.
Hildegard von Bingen merkte an, dass Hauswurzgenuss bei Mann wie bei Frau Begierde entbrennen lasse. Für zeugungsunfähige Männer empfahl sie in Ziegenmilch eingelegte Hauswurz. Bei Taubheit solle man Hauswurzsaft zusammen mit Frauenmilch ins Ohr träufeln.